# Hrabstwo Doddridge
Hrabstwo Doddridge (ang. Doddridge County) – hrabstwo w stanie Wirginia Zachodnia w Stanach Zjednoczonych. Obszar całkowity hrabstwa obejmuje powierzchnię 320,48 mil² (830,04 km²). Według szacunków United States Census Bureau w roku 2010 miało 8202 mieszkańców.
Hrabstwo powstało w 1845 roku. 

## Miasta

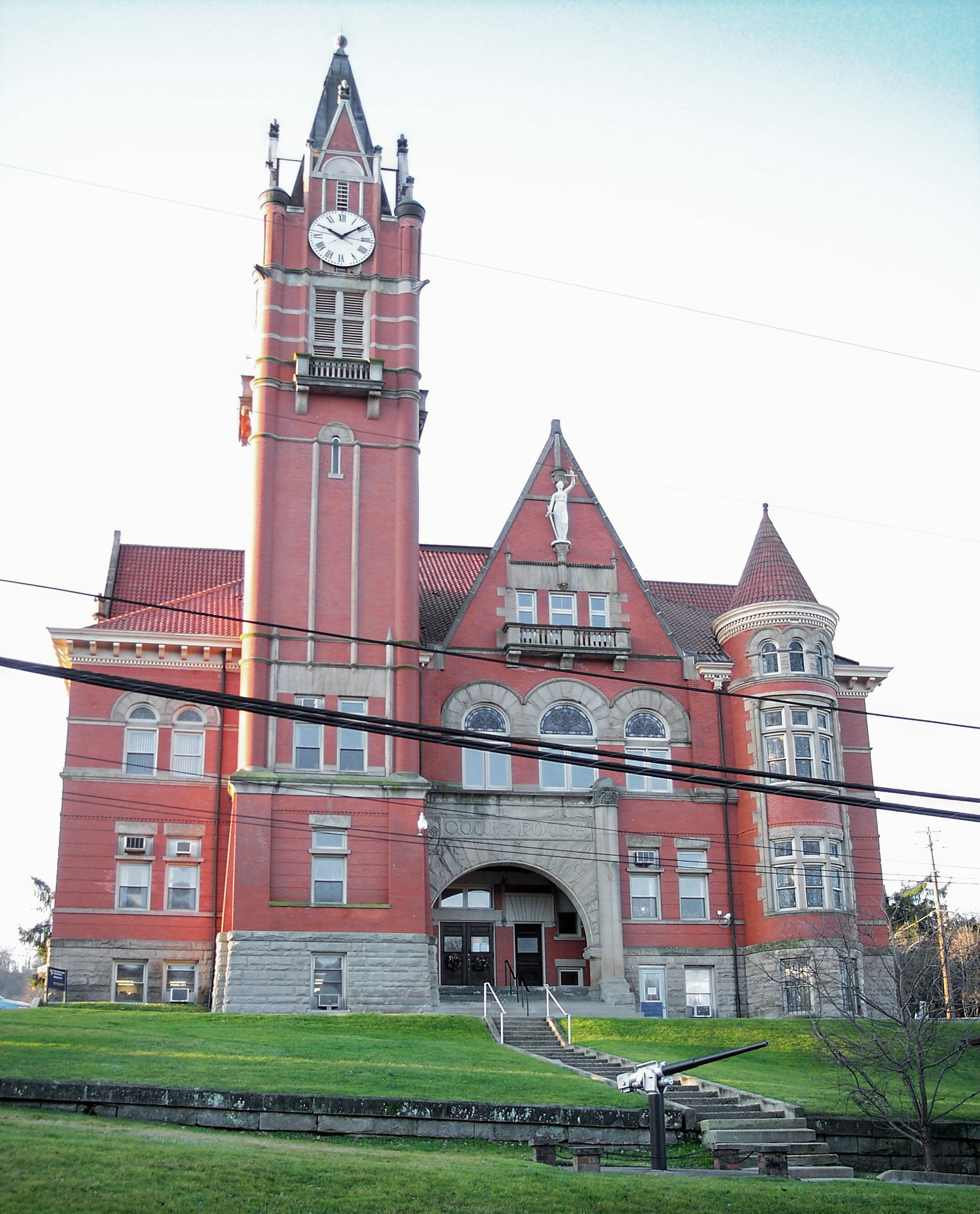
Budynek administracji (courthouse) w West Union

- West Union[4]

| Populacja hrabstwa w poprzednich latach | Populacja hrabstwa w poprzednich latach |
| Rok                                     | Liczba ludności                         |
| --------------------------------------- | --------------------------------------- |
| 1980                                    | 7421                                    |
| 1990                                    | 6994                                    |
| 2000                                    | 7403                                    |
| 2010                                    | 8202                                    |